# 2001年MTV歐洲音樂大獎
2001年MTV歐洲音樂大獎於德國法蘭克福舉行，主持人為Ali G。

## 表演者
- 地下室混音小子（Basement Jaxx）—《Where's Your Head At?》
- 瑪麗·布萊姬 — 《Family Affair》
- 眨眼182 —《First Date》
- 克雷格·大衛 —《Walking Away》
- 流行尖端 —《Never Let Me Down Again》
- 蒂朵—《Hunter》
- Fred Durst（英语：Fred Durst）、Wes Scantlin（英语：Wes Scantlin） & 吉米·佩奇 —《Thank You》
- 傑斯 —《Girls, Girls, Girls》
- 凱莉·米洛 —《Can't Get You Out Of My Head》
- R.E.M. — 《Imitation Of Life》
- 雷姆斯汀 —《Ich will》
- 崔維斯 —《Side》

## 國際獎項

### 最佳歌曲
- 克莉絲汀、莉兒金（Lil' Kim）、美雅（Mýa）& pink —《Lady Marmalade》
- 狂城樂團（Crazy Town）—《Butterfly》
- 天命真女 —《Survivor》
- 阿姆 feat. 蒂朵 —《Stan》
- 街頭霸王 —《Clint Eastwood》

### 最佳音樂錄影帶
- The Avalanches（英语：The Avalanches） —《Since I Left You》
- 流線胖小子（Fatboy Slim）—《Weapon Of Choice》
- 街頭霸王 —《Clint Eastwood》
- 流浪者（Outkast） —《Ms. Jackson》
- 羅比·威廉斯 —《Supreme》

### 最佳專輯
- 蒂朵 —《無天使》（No Angel）
- 林普巴茲提特 —《混蛋和王八羔子》（Chocolate Starfish And The Hot Dog Flavored Water）
- 瑪丹娜 —《音樂聖堂》（Music）
- 崔維斯 —《無限延聲》（The Invisible Band）
- U2 —《無法遺忘》

### 最佳女歌手
- 瑪麗亞·凱莉
- 蒂朵
- 珍娜·傑克遜
- 珍妮佛·羅培茲
- 瑪丹娜

### 最佳男歌手
- 克雷格·大衛
- 阿姆
- 瑞奇·馬汀
- 夏奇
- 羅比·威廉斯

### 最佳團體
- 天命真女
- 街頭霸王
- 林普巴茲提特
- R.E.M.
- U2

### 最佳新人
- 克雷格·大衛
- 蒂朵
- 妮莉·費塔朵
- 街頭霸王
- 小麥樂團（The Wheatus）

### 最佳流行藝人
- 安娜賈西亞
- 原子少女貓
- 超級男孩
- 夏奇
- 小甜甜布蘭妮

### 最佳舞曲藝人
- 地下室混音小子
- 傻瓜龐克
- 無信念（Faithless）
- 街頭霸王
- Roger Sanchez（英语：Roger Sanchez）

### 最佳搖滾藝人
- 眨眼182
- 狂城樂團
- 林普巴茲提特
- 聯合公園
- U2

### 最佳節奏藍調藝人
- 克雷格·大衛
- 天命真女
- 珍娜·傑克遜
- 懷克里夫·金
- 流浪者

### 最佳嘻哈藝人
- D12
- 蜜西·艾莉特（Missy Elliott）
- 阿姆
- 流浪者
- 吹牛老爹

### 網站獎
- 傻瓜龐克 (（页面存档备份，存于）)
- 流行尖端 (（页面存档备份，存于）)
- 街頭霸王 (（页面存档备份，存于）)
- 林普巴茲提特 (（页面存档备份，存于）)
- U2 (（页面存档备份，存于）)

## 地區獎項

### 最佳英國及愛爾蘭藝人
- 克雷格·大衛
- 狡猾郎中（Artful Dodger）
- Feeder
- 街頭霸王
- 七小龍

### 最佳德國藝人
- Samy Deluxe（英语：Samy Deluxe）
- 醫生樂團
- Echt（英语：Echt (band)）
- No Angels（英语：No Angels）
- 雷姆斯汀

### 最佳北歐藝人
- 布里司基比（Briskeby）
- Emmi（英语：Emmi (singer)）
- 埃斯寇巴（Eskobar）
- 莎菲二人組
- 提提優（Titiyo）

### 最佳義大利藝人
- Elisa
- Marlene Kuntz（英语：Marlene Kuntz）
- 納法（Neffa）
- 薇瑞拉·羅西（Valeria Rossi）
- Tiromancino（英语：Tiromancino）

### 最佳荷蘭藝人
- 雅諾克（Anouk）
- Bastian（英语：Bas Bron）
- Brainpower（英语：Brainpower）
- Johan（英语：Johan (band)）
- 肯恩樂團（Kane）

### 最佳法國藝人
- 傻瓜龐克
- Demon
- 瑪奴·喬（Manu Chao）
- 聖日爾曼（St. Germain）
- 超級愛人合唱團

### 最佳波蘭藝人
- Fiolka
- Kasia Kowalska（英语：Kasia Kowalska）
- Myslovitz（英语：Myslovitz）
- Reni Jusis（英语：Reni Jusis）
- Smolik（英语：Smolik）

### 最佳西班牙藝人
- Jarabe de Palo（英语：Jarabe de Palo）
- 梵谷左耳
- Los Piratas
- Najwa（英语：Najwa Nimri）
- 亞雷漢德羅·桑斯

### 最佳俄羅斯藝人
- 阿爾蘇
- Bi-2（英语：Bi-2）
- Mumiy Troll（英语：Mumiy Troll）
- t.A.T.u.
- Zemfira

## 解放心靈大獎
治療行動運動（Treatment Action Campaign）